# Manfred Reimann
Manfred Reimann (* 14. April 1928 in Höhr-Grenzhausen; † 5. Juli 2022) war ein deutscher Politiker (SPD), unter anderem Bundestagsabgeordneter ab 1983.

## Ausbildung und Beruf
Der gelernte Maschinenschlosser Reimann war ab 1961 hauptamtlicher gewerkschaftlicher Funktionär. Ab 1969 war er in Ludwigshafen am Rhein tätig. 1977 wurde er Geschäftsführer der IG Chemie, Papier, Keramik.

## Politik
Reimann trat 1957 der SPD bei. Von 1981 bis 1983 war er Abgeordneter des rheinland-pfälzischen Landtags. Anschließend war er von 1983 bis 1994 Mitglied des Deutschen Bundestags, in dem er unter anderem Landesgruppenvorsitzender innerhalb der SPD-Fraktion war. Dabei gewann er 1983 und 1987 das Direktmandat im Bundestagswahlkreis Ludwigshafen u. a. gegen Bundeskanzler Helmut Kohl (CDU), dem er 1990 unterlag.
Ab 1994 war er Mitglied im Stadtrat von Ludwigshafen am Rhein; bei der Kommunalwahl hatte er das beste Stimmenergebnis aller Kandidaten erreicht. Nachdem CDU und SPD dort 2002 eine Zusammenarbeit in Personal- und Sachfragen vereinbart hatten, warf er der Parteispitze vor, sich „persönlich bereichert“ zu haben, trat aus der SPD-Stadtratsfraktion aus und bildete mit einem Vertreter der Freien Wähler eine eigene Fraktion. Nach zwei Parteiordnungs- und einem Parteiausschlussverfahren vermittelte der SPD-Landesvorsitzende Kurt Beck den Kompromiss, dass Reimann SPD-Mitglied blieb, aber nicht mehr für den Stadtrat kandidierte.

## Veröffentlichungen
- Aufstehen für Menschsein und Menschlichkeit: mitbestimmend Demokratie leben. Ludwigshafen 2006, ISBN 3-938031-18-2